# Sotalia guianensis
Sotalia guianensis е вид бозайник от семейство Делфинови (Delphinidae).

## Разпространение и местообитание
Видът е разпространен в Бразилия, Венецуела, Гвиана, Колумбия, Коста Рика, Никарагуа, Панама, Суринам, Тринидад и Тобаго, Френска Гвиана и Хондурас.
Обитава крайбрежията на сладководни басейни, морета, заливи, лагуни и реки.